# CITY MAGIC
株式会社CITY MAGIC（シティマジック）は、東京都世田谷区に本社を置く日本の芸能事務所。
代表取締役社長は巣山茂。

## 概要
音楽、映画、演劇、演芸、公演等の企画・制作をはじめ、芸能タレント、音楽家、スポーツ選手、文化人等の育成ならびにマネジメントを行っている。

## 沿革
2010年12月1日設立。

## 所属俳優

### 男性タレント
- 直江喜一
- 松本元
- 滝雅人
- 冴羽一
- 塩谷満平
- 伊藤竜馬
- 上杉英彰
- 岡本直也
- 高橋新太郎

### 女性タレント
- かとうずんこ
- 高杉美空
- 柴田莉菜
- 尾本侑樹奈
- 櫻井志保
- 平松香帆
- 小鉢盛恵
- 神山セレナ
- つついきえ
- 長野康子
- たかひさあずみ
- 榎本まり

### 子役
- 宮下律音
- 清水向陽
- 清水日向
- 宮下莉音

### 文化人
- 草川幸雄（ミュージシャン、指揮者）